# 赫尔什·库马尔·贾因
赫尔什·库马尔·贾因（英語：Harsh Kumar Jain，羅馬化：Harṣ Kumār Jain；1967年6月30日—），印度外交官，现任印度驻菲律宾大使，曾任印度驻乌克兰大使、印度駐斯洛伐克大使、印度駐哈薩克斯坦大使等职务。

## 经历
赫尔什·库马尔·贾因生于1967年6月30日。他拥有机械工程学士学位和工业工程硕士学位。
1993年9月加入印度外事服务部，选择俄语作为必修外语。
贾因曾在印度外交部總部和海外擔任過各種職務：在印度外交部，2002年至2004年，任阿富汗事務官員；2011年至2014年，任电子治理、信息技术和网络外交司聯祕；2019年至2020年，任全球资产管理司聯祕；2020年至2021年，任環孟加拉灣多領域技術暨經濟合作倡議和南亚区域合作联盟司聯祕。
在海外，賈因曾在印度在莫斯科（1995年至1996年）、基輔（經濟事務二等祕書，1996年至1998年）、聖彼得堡（1999年至2002年）、倫敦（2004年至2007年）和加德滿都（2007年至2011年）的使團任職。2012年至2013年，他還擔任聯合國国际安全角度看信息和电信领域发展政府专家组成員。2014年5月28日，被任命为下一任印度驻哈萨克斯坦大使。2014年9月25日至2017年10月18日，任印度駐哈薩克斯坦大使。2014年12月10日，向哈萨克斯坦总统努尔苏丹·纳扎尔巴耶夫递交国书。2017年9月14日，被任命为下一任印度驻斯洛伐克大使。2017年11月29日至2018年12月3日，任印度駐斯洛伐克大使。
2021年11月22日，被任命为下一任印度驻乌克兰大使。2022年初，俄罗斯对乌克兰发动全面入侵，印度驻乌克兰大使馆暂时迁往波兰华沙办公。2022年4月5日，贾因抵达华沙就任，并向烏克蘭外交部副部長遞交國書副本。5月，印度驻乌克兰大使馆恢复在基辅运作。2022年6月2日，向烏克蘭總統弗拉迪米爾·澤倫斯基遞交國書。贾因担任印度驻乌克兰大使至2024年6月27日。
2024年5月30日，被任命爲下一任印度駐菲律賓大使。2024年8月2日起，任印度驻菲律宾大使。

## 個人生活
會說印地語、英語和俄語。與妻子育有一子。

## 图册

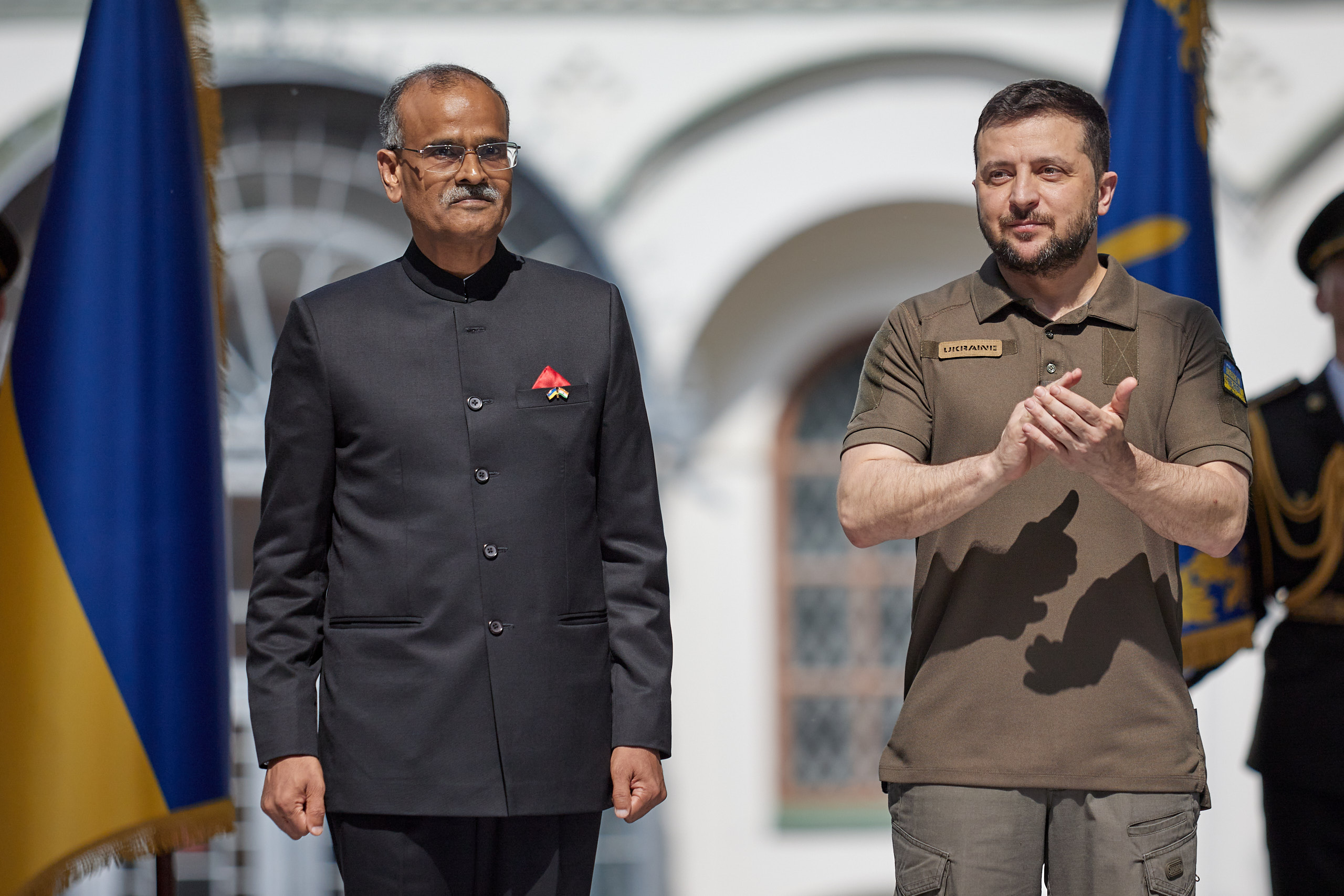
2022年6月2日，贾因大使向烏克蘭總統弗拉迪米爾·澤倫斯基遞交國書
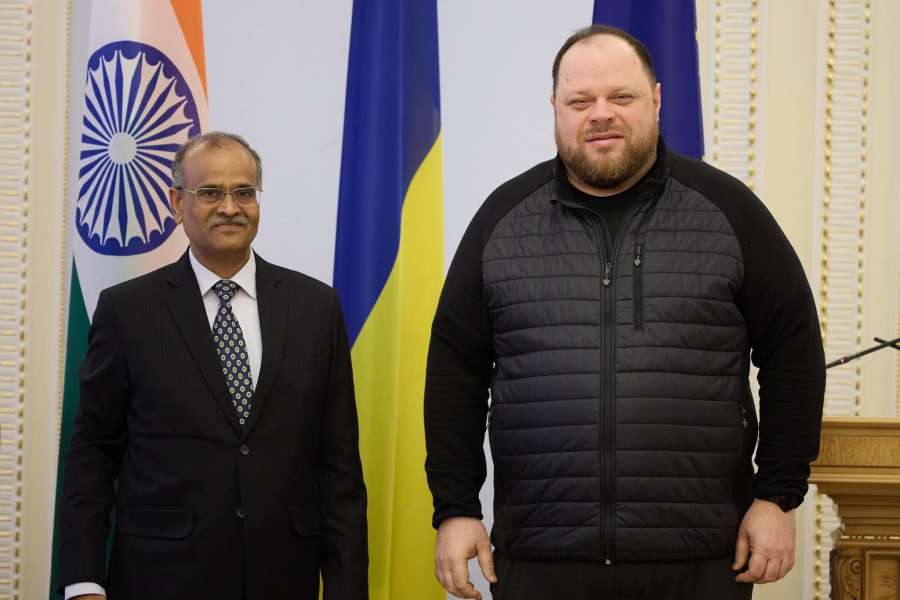
2023年，贾因大使与乌克兰最高拉达主席（英语：Chairman of the Verkhovna Rada）鲁斯兰·斯特凡丘克会面
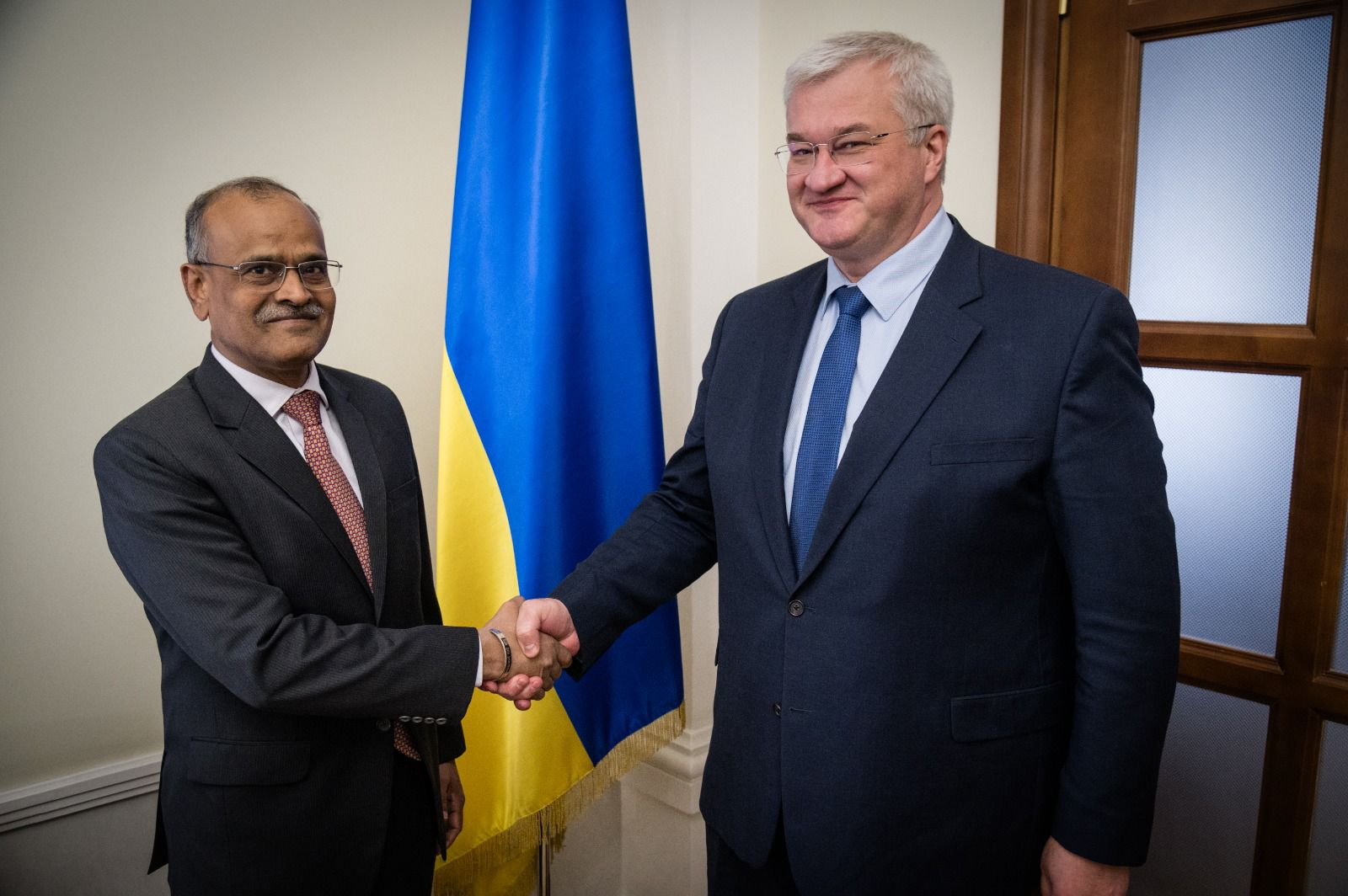
2024年4月23日，贾因大使与乌克兰第一副外长安德烈·西比哈会面